# Pokkén Tournament
Pokkén Tournament (яп. ポッ拳 Поккэ́н) — игра в жанре файтинг, разработанная компанией Bandai Namco Studios и изданная The Pokémon Company. Сочетает в себе элементы геймплея Tekken с героями «Покемон». Игра была выпущена для аркадных автоматов 16 июля 2015 года в Японии, и для Wii U в марте 2016 года в остальном мире. В сентябре 2017 года для Nintendo Switch вышло дополненное издание под названием Pokkén Tournament DX.

## Игровой процесс
Pokkén Tournament представляет собой файтинг, в котором двое бойцов сражаются друг против друга, используя различных покемонов, при этом игровой процесс может смещаться в «фазу поля», где покемоны свободно перемещаются по арене, и в «фазу дуэли», где они движутся относительно друг друга, подобно игре Tekken. В отличие от большинства аркадных файтингов, в которых управление происходит с помощью аркадного контроллера, в Pokkén Tournament управление происходит с помощью консольных контроллеров, которые разработаны таким образом, чтобы игрокам, которые не привыкли управлять аркадными стиками, было легче играть. Игроки могут также использовать вспомогательных покемонов, чтобы дать основным преимущества в атаке или обороне.

## Развитие
Турнир по Pokkén Tournament впервые был проведён в Японии в августе 2013 года.

## Персонажи
Доступные во всех версиях
- Блейзикен
- Брайксен
- Вивайл
- Гардевуар
- Гарчомп
- Генгар
- Лукарио
- Мачемп
- Мьюту
- Пикачу
- Пикачу Либре
- Септайл
- Сизор
- Суикун
- Теневой Мьюту
- Чаризард
- Шанделюр

Доступные в версиях для автоматов и Nintendo Switch
- Даркрай
- Имполеон

- Кроганк
- Сизор

Доступные в версии для Nintendo Switch
- Дэсиджуай
- Иджислаш (как DLC)
- Бластойз (как DLC)

### Вспомогательные персонажи
В игре присутствуют 30 неиграбельных покемонов, выполняющих вспомогательную функцию для основных персонажей. Этих покемонов при необходимости можно вызвать, чтобы получить преимущества в атаке или обороне.
Доступные во всех версиях
- Джирачи и Вимсикот
- Драгонит и Виктини
- Ивелтал и Латиос
- Кроганк и Сильвеон
- Кубон и Диглетт
- Магнетон и Квагсайр
- Мисмагиус и Найнтейлс
- Пачирису и Мэджикарп
- Реширам и Кресселия
- Снайви и Лапрас
- Тогекисс и Ротом
- Фарфетчд и Электрод
- Фрогадир и Иви
- Эмолга и Феннекин
- Эспеон и Амбреон

Доступные в версии для Nintendo Switch
- Литтен и Попплио
- Мега Райкваза и Мимикью (как DLC)
- Мью и Сэлеби (как DLC)

## Рецензии
| Сводный рейтинг       | Сводный рейтинг                |
| Агрегатор             | Оценка                         |
| --------------------- | ------------------------------ |
| GameRankings          | Wii U: 76,91 % Switch: 80,10 % |
| Metacritic            | 76/100                         |
| «Критиканство»        | 77/100                         |
| Иноязычные издания    |                                |
| Издание               | Оценка                         |
| Destructoid           | 7,5/10                         |
| Game Informer         | 7/10                           |
| GameSpot              | 9/10                           |
| IGN                   | 8/10                           |
| Русскоязычные издания |                                |
| Издание               | Оценка                         |
| «IGN Россия»          | 7,5/10                         |
| «Игромания»           | 8,5/10                         |

Отзывы западных игровых изданий в основном положительные. Игра получила 76 из 100 на Metacritic. NPD Group сообщила, что Pokkén Tournament превзошёл Street Fighter V по популярности в конце апреля 2016 года. В августе 2016 года Bandai Namco объявила, что было продано свыше одного миллиона копий игры по всему миру.